# Bandiera rossa
Bandiera rossa (na talijanskom 'crvena zastava'), često zvana i Avanti Popolo prema prvim stihovima je jedna od najpoznatijih 
radničkih pjesama, koja slavi crvenu zastavu, simbol socijalizma, a kasnije komunizma.
Riječi pjesme je napisao Carlo Tuzzi 1908. godine, dok je melodija preuzeta iz dvije lombardške
narodne pjesme.
Pjesmu su kasnije obradili mnogi glazbeni sastavi, između ostalih pulski KUD Idijoti te slovenski Pankrti.

## Riječi pjesme
Prva strofa:
Avanti o popolo, alla riscossa,
Bandiera rossa, bandiera rossa.
Avanti o popolo, alla riscossa,
Bandiera rossa trionferà.
Refren:
Bandiera rossa la trionferà
Bandiera rossa la trionferà
Bandiera rossa la trionferà
Evviva il comunismo e la libertà.